# José Roberto Figueroa
José Roberto Figueroa (ur. 15 grudnia 1959 w Coyoles, zm. 24 maja 2020 w San Francisco) – piłkarz – reprezentant Hondurasu grający na pozycji napastnika.

## Kariera klubowa
José Figueroa piłkarską karierę rozpoczął w 1977 w klubie C.D.S. Vida. Z Vidą zdobył mistrzostwo Hondurasu w 1982. Dobra gra zaowocowała transferem do Hiszpanii drugoligowego Realu Murcia. Realem awansował do Primera División w 1983. W latach 1986–1988 występował w drugoligowym Hérculesie Alicante. Karierę zakończył w Motagui Tegucigalpa w 1989.

## Kariera reprezentacyjna
José Figueroa występował w reprezentacji Hondurasu w latach osiemdziesiątych. W 1980 i 1981 wystąpił w eliminacjach mistrzostw świata 1982, w których Honduras po raz pierwszy w historii wywalczył awans do mundialu. Rok później wystąpił na mundialu w Hiszpanii.
Na mundialu wystąpił we wszystkich trzech meczach grupowych z Hiszpanią, Irlandią Północną i Jugosławią. W 1984 i 1985 wystąpił w przegranych eliminacjach mistrzostw świata 1986.